# Juliana Grenier
Juliana Grenier (fallecida entre 1213/16) fue la señora de Cesarea, que sucedió a su hermano, Gutierre II, después de su muerte entre 1189 y 1191. Cuando heredó el señorío, este recientemente había sido conquistado por Saladino, pero en septiembre de 1192 fue restaurado su gobierno por el Tratado de Jaffa. La ciudad y sus fortificaciones, sin embargo, no fueron reconstruidos en su vida.
Se casó alrededor de 1187 con Guido Brisebarre, hijo de Guido II de Beirut, sin embargo este murió alrededor de 1192. Luego se casó con su segundo marido, Aimaro de Lairon, que sobrevivió después de su muerte y se unió a los Hospitalarios.
La fecha exacta de su muerte se desconoce, pero ocurrió entre octubre de 1213 y febrero de 1216.
Fue entonces cuando el hijo de su primer matrimonio, Gutierre III Brisebarre, se convirtió en el nuevo señor de Cesarea.